# Gesundheitsfonds
Als Gesundheitsfonds wird ein spezieller Fonds für gesetzliche Krankenversicherungssysteme bezeichnet. Dabei zahlen die Beitragszahler (Mitglieder sowie Arbeitgeber und Sozialleistungsträger) ihre Beiträge an eine zentrale Stelle, die die Mittel dann wiederum an die einzelnen Versicherungsträger (Krankenkassen) verteilt (so z. B. praktiziert in den Niederlanden, Belgien und Israel).
Das Konzept des Gesundheitsfonds steht einem Modell gegenüber, bei dem die Beitragszahler (Mitglieder, aber auch Arbeitgeber, Sozialleistungsträger) die Beiträge unmittelbar an die einzelnen Versicherungsträger zahlen (z. B. praktiziert in der Schweiz).
Mit der Einführung des Gesundheitsfonds zur Finanzierung der gesetzlichen Krankenversicherung in Deutschland zum 1. Januar 2009 hat der Gesetzgeber vom zweiten Modell auf die erste Variante umgestellt.

## Deutschland

### Geschichte
Am 2. Februar 2007 beschloss der Deutsche Bundestag das Gesetz zur Stärkung des Wettbewerbs in der gesetzlichen Krankenversicherung (GKV-WSG), dem der Bundesrat am 16. Februar 2007 zustimmte; dieses Gesetz sieht (durch Änderung des Fünften Buches Sozialgesetzbuch) die Einführung des Gesundheitsfonds vor.

### Eckpunkte und Regelungen bei Einführung
Die Idee zum Gesundheitsfonds geht auf den Dortmunder Finanzwissenschaftler Wolfram F. Richter zurück. Sein Konzept wurde vom Wissenschaftlichen Beirat beim Bundesministerium der Finanzen aufgegriffen und in die Politik getragen. Der Beirat sah in dem Ansatz einen möglichen Kompromiss zwischen den damals politisch rivalisierenden Modellen der Bürgerversicherung und der Gesundheitsprämie. Die Koalition aus Unionsparteien und SPD verständigte sich am 4. Juli 2006 im Rahmen eines „Eckpunktepapiers“ auf die Einführung des Gesundheitsfonds, wobei die ursprünglich vorgesehene Einbeziehung der privaten Krankenversicherung gestrichen wurde und die Steuerfinanzierung von gesamtgesellschaftlichen Aufgaben (wie z. B. Beiträge für Kinder in der gesetzlichen Krankenversicherung mit einem Bedarf von rund 16 Mrd. € pro Jahr) erst 2008 mit 1,5 Mrd. € und 2009 mit 3 Mrd. € einsetzen soll.
Mit der Einführung des Gesundheitsfonds werden die für die Gesetzliche Krankenversicherung (GKV) bestimmten Beitrags- und Steuergelder zentral eingenommen; die Krankenkassen erhalten sodann Zuweisungen vom Gesundheitsfonds, aus denen sie die Ausgaben für die Gesundheitsleistungen und ihre Verwaltungskosten finanzieren sollen. Die Krankenkassen ziehen die Sozialversicherungsbeiträge zunächst ein und übertragen sie an den Gesundheitsfonds, der vom Bundesamt für Soziale Sicherung verwaltet wird. Die bisher unterschiedlichen Beitragssätze der Krankenkassen wurden durch einen einheitlichen Beitragssatz ersetzt, der von der Bundesregierung festgelegt wird.
2010 betrugen die Zuweisungen aus dem Gesundheitsfonds 170,3 Mrd. €.

### Einheitlicher Beitragssatz
Für das Jahr 2009 hat die Bundesregierung den allgemeinen Beitragssatz für Arbeitnehmer vereinheitlicht und zunächst auf 15,5 Prozent des Einkommens (7,3 % Arbeitgeberanteil + Versichertenanteil 7,3 % + 0,9 % Sonderbeitrag, den nur der Versicherte trägt) festgesetzt. Bei versicherungspflichtigen Rentnern trägt die Deutsche Rentenversicherung wie die Arbeitgeber seit 2009 7,3 %, die restlichen 8,2 % werden vom Rentner selbst wie von den Arbeitnehmern getragen.
Die Kassenbeiträge der Arbeitgeber werden dabei insoweit eingefroren, wie der Beitragssatz an den Gesundheitsfonds erst erhöht werden soll, wenn der Fonds die Ausgaben der Gesetzlichen Krankenkassen nicht mehr zu 95 % deckt (mindestens 5 % also durch alleine von den Versicherten aufzubringende Zusatzbeiträge zu finanzieren sind).
Die Mittelzuteilung an die Krankenkassen berücksichtigt die Krankheitswahrscheinlichkeit eines Individuums bezogen auf eine bestimmte Population (Morbidität), wodurch der Risikostrukturausgleich neu gegliedert wird. Dadurch soll jede Kasse annähernd die Finanzmittel erhalten, die sie zur Versorgung ihrer Versicherten benötigt. Beim Bundesversicherungsamt wurde ein Wissenschaftlicher Beirat zur Vorbereitung der morbiditätsorientierten Mittelzuweisung eingerichtet; dieser hat am 9. Januar 2008 ein Gutachten zur Auswahl von 80 Krankheiten vorgelegt, die bei dieser Mittelzuteilung berücksichtigt wurden. Das Bundesversicherungsamt hat Ende März 2008 die endgültige Liste vorgelegt, bei der es aufgrund einer stärkeren Berücksichtigung der Prävalenz zu erheblichen Abweichungen gegenüber der Liste des Wissenschaftlichen Beirates kommt.

### Bundeszuschuss
Um insgesamt den Beitrag stabil zu halten, wird der Gesundheitsfonds staatlich bezuschusst, welcher jährlich ansteigt und 2019 bei 14,5 Milliarden Euro, 2020 bei 18 Milliarden Euro lag, 2021 bei 19,5 Milliarden Euro liegt und im Jahr 2022 auf 21,5 Milliarden Euro ansteigen wird. Der Verband der Privaten Krankenversicherung kritisiert die Zuschüsse für Krankenkassen aus dem Bundeshaushalt. Die Milliardenzuschüsse auf Kosten aller Steuerzahler verschieben die medizinische Versorgung weg von der Gesetzlichen und Privaten Krankenversicherung hin auf die jeweils gegenwärtige Kassenlage des Bundesministerium der Finanzen.

### Ausnahme für die Landwirtschaftliche Krankenversicherung
Die Landwirtschaftliche Krankenversicherung ist aufgrund ihrer besonderen sozial- und finanzpolitischen Aufgaben nicht am Gesundheitsfonds beteiligt; dort werden die Beiträge nach wie vor durch autonomes Recht (Satzung) unter Beteiligung der Selbstverwaltung geregelt. Ausnahmen hiervon sind lediglich die Beiträge aus Renten der gesetzlichen Rentenversicherung und aus Versorgungsbezügen sowie daneben erzieltem Arbeitseinkommen aus einer außerlandwirtschaftlichen selbständigen Erwerbstätigkeit: Hier gelten die Regelungen der allgemeinen Krankenversicherung, die Beiträge werden nach den maßgeblichen Beitragssätzen berechnet, von den Zahlstellen einschließlich der Anteile des Rentners einbehalten und an die landwirtschaftliche Krankenkasse abgeführt.
Die Ausnahme von der Ausnahme sind die Renten aus der Alterssicherung der Landwirte, hier wird lediglich der Versichertenanteil abgeführt, da die Leistungsaufwendungen selbst ohnehin zum überwiegenden Teil vom Bund über Zuschüsse aus dem Bundeshaushalt ausgeglichen werden und somit eine Beitragstragung durch die ebenfalls durch Steuermittel subventionierte Alterskasse allenfalls eine interne Umbuchung darstellen würde.

### Kassenindividueller Zusatzbeitrag
Gesetzliche Krankenkassen, die mit den aus dem Gesundheitsfonds zugeteilten Mitteln ihre Ausgaben nicht refinanzieren können, müssen nach § 242 I 1 SGB V a. F. einen zusätzlichen Beitrag von ihren Mitgliedern verlangen. Dieser Kassenindividuelle Zusatzbeitrag muss naturgemäß den mit seiner Erhebung unmittelbar beim Versicherten verbundenen Verwaltungsaufwand ebenfalls abdecken. Dies hat dazu geführt, dass einzelne Kassen Rabatte anbieten, wenn der Versicherte den Zusatzbeitrag beispielsweise statt monatlich in einer Summe für das Kalenderjahr im Voraus entrichtet. Im Jahr 2010 verlangten 13 bundesunmittelbare Krankenkassen von ihren Mitgliedern einen Zusatzbeitrag. Dabei hat lediglich eine Krankenkasse einen prozentualen Zusatzbeitrag in Höhe von 1,00 % der beitragspflichtigen Einnahmen erhoben, die übrigen verlangten pauschale Beiträge.

### Konvergenzklausel (Zusatzklausel)
Im Frühjahr 2008 stand im Mittelpunkt der öffentlichen Diskussion um die Einführung des Gesundheitsfonds die sogenannte „Konvergenzklausel“, auch „Bayern-Regelung“ genannt. Der Bayerische Ministerpräsident Stoiber hatte in den Verhandlungen im Oktober 2006 diese Regelung (§ 272 SGB V) durchgesetzt. Danach sollen die Beitragseinnahmen im Jahre 2008 in einem Bundesland, bereinigt um die Ansprüche und Zahlungsverpflichtungen aus dem Risikostrukturausgleich und erhöht um die Veränderungsrate der beitragspflichtigen Einnahmen, verglichen werden mit den Zuweisungen aus dem Gesundheitsfonds. Ist die Differenz zwischen beiden Größen größer als 100 Mio. Euro, sollen die Zuweisungen an die Krankenkassen für die Versicherten im Land entsprechend erhöht oder gekürzt werden. Mitte April 2008 ist ein von der Bundesregierung hierzu beauftragtes Gutachten vorgelegt worden. Im Gegensatz zu der ursprünglich im Gesetz vorgesehenen Regelung, dass die Finanzierung der Zuweisungen für Länder mit einem „Verlust“ größer als 100 Mio. € durch Krankenkassen in Ländern mit einem „Gewinn“ größer als 100 Mio. € erfolgen sollte, hat der Gesetzgeber des Gesetzes zur Weiterentwicklung der Organisationsreform der Gesetzlichen Krankenversicherung (GKV-OrgWG) im November 2008 beschlossen, dass die Finanzierung aus der Liquiditätsreserve des Gesundheitsfonds erfolgen solle; da die Liquiditätsreserve zu Beginn noch nicht aufgebaut ist, bedeutet dies faktisch, dass der Bund die Zahlungen über eine Liquiditätshilfe an den Gesundheitsfonds leistet.

### Weitere Entwicklung: Schwarz-rote Bundesregierung 2009
Noch die schwarz-rote Bundesregierung einigte sich am 12. Januar 2009 im Rahmen des Konjunkturpakets II darauf, die Steuerzuschüsse in den Gesundheitsfonds um 6,3 Mrd. Euro pro Jahr zu erhöhen. Damit konnte der allgemeine Beitragssatz ab dem 1. Juli 2009 paritätisch für Arbeitgeber und Arbeitnehmer um jeweils 0,3 Prozentpunkte gesenkt werden (vgl. Art. 13 ZuInvG).

### Weitere Entwicklung: Schwarz-gelbe Bundesregierung 2009–2013
Im Rahmen der GKV-Finanzreform der schwarz-gelben Bundesregierung hat der Gesetzgeber mit dem GKV-Finanzierungsgesetz (Beschluss im Bundestag am 12. November 2010, im Bundesrat am 17. Dezember 2010) beschlossen, den Beitragssatz um 0,6 Prozentpunkte auf 15,5 % zu erhöhen. Der Beitragssatz soll auf diesem Niveau festgeschrieben bleiben; ein Mechanismus, ihn anzupassen, ist nicht mehr vorgesehen. Beabsichtigt ist vielmehr, dass die Krankenkassen weiterhin Zusatzbeiträge erheben sollen, wenn die Zuweisungen aus dem Gesundheitsfonds hinter den Ausgaben zurückbleiben. Die Regelungen für diesen Kassenindividuellen Zusatzbeitrag wurden entsprechend angepasst. Es wurde für die Zusatzbeiträge ein Sozialausgleich eingeführt, der bei einer zweiprozentigen Belastung der beitragspflichtigen Einnahmen der Mitglieder greift. Der Versicherte zahlt dabei in jedem Falle den vollen Zusatzbeitrag; der Sozialausgleich wird durch eine entsprechende Minderung des einkommensabhängigen Beitrags an den Gesundheitsfonds durchgeführt. Maßstab für den Sozialausgleich ist nicht der tatsächliche Zusatzbeitrag bei der jeweiligen Krankenkasse, sondern der zu erwartende durchschnittliche Zusatzbeitrag, den das Bundesamt für Soziale Sicherung im Vorhinein durch Gegenüberstellung der Zuweisungen aus dem Fonds und den prognostizierten Ausgaben der Krankenkassen feststellt. Für die Jahre 2011 bis 2013 ist jeweils festgestellt worden, dass kein durchschnittlicher Zusatzbeitrag besteht, da die Ausgaben der Krankenkassen in der Summe durch die Zuweisungen gedeckt sind. Daher fand 2011 bis 2014 kein Sozialausgleich für Versicherte statt, die bei Krankenkassen mit Zusatzbeitrag versichert sind.

### Weitere Entwicklung: Große Koalition seit 2013
Im Koalitionsvertrag der 18. Wahlperiode des Bundestages von November 2013 wurde vereinbart, den allgemeinen Beitragssatz von 15,5 % auf 14,6 % zu senken, indem der von den Versicherten zu zahlende besondere Beitragsteil von 0,9 % entfällt. Entsprechend sinken die vom Gesundheitsfonds an die Krankenkassen auszuschüttenden Mittel. Zugleich legt der Koalitionsvertrag fest, dass der einkommensunabhängige Kassenindividuelle Zusatzbeitrag durch einen einkommensabhängigen Zusatzbeitrag ersetzt wird. Damit entfällt der Sozialausgleich zur Vermeidung einer Überforderung einkommensschwacher Versicherter.
Mit dem Gesetz zur Weiterentwicklung der Finanzstruktur und Qualität in der gesetzlichen Krankenversicherung (GKV-FQWG), das der Bundestag am 5. Juni 2014 in dritter Lesung verabschiedet hat, sind diese Vereinbarungen mit Wirkung vom 1. Januar 2015 umgesetzt worden.

### Liquiditätsreserve, Liquiditätshilfe
Die gesetzliche Regelung sieht vor, dass der Gesundheitsfonds eine Liquiditätsreserve aufbaut, mit der vor allem unterjährige Einnahmeschwankungen ausgeglichen werden sollen. Die Liquiditätsreserve soll mindestens 20 % der monatlichen Ausgaben des Gesundheitsfonds betragen (§ 271 Abs. 2 SGB V).
Bis die Liquiditätsreserve aufgebaut war, war vorgesehen, dass der Bund dem Gesundheitsfonds ein zinsloses Liquiditätsdarlehen gibt, wenn die eigenen Einnahmen des Gesundheitsfonds nicht ausreichen (§ 271 Abs. 3 SGB V). Dies wurde in der Aufbauphase bei Beitragsausfällen durch verstärkte Kurzarbeit und steigende Arbeitslosigkeit in der aktuellen Wirtschaftskrise virulent. Die damalige Bundesgesundheitsministerin Ulla Schmidt sprach in diesem Zusammenhang von einem Schutzschirm für den Gesundheitsfonds, um den Eindruck zu erwecken, dass die Rezession keinen Einfluss auf die Finanzierung des Gesundheitsfonds habe.
Das Darlehen musste allerdings in den Folgejahren wieder zurückgezahlt werden. Wie diese Rückzahlung finanziert werden sollte, war zunächst unklar. Blieben das Gesetz und die das Gesetz umsetzende Risikostrukturausgleichsverordnung unverändert, würden die Zuweisungen aus dem Gesundheitsfonds an die Kassen entsprechend gekürzt werden, so dass die Krankenkassen in hohem Umfang Zusatzbeiträge erheben müssten. Vorstellbar war allerdings auch, dass die Regierung den Beitragssatz für die Beiträge der Versicherten an den Fonds heraufsetzt und das Darlehen an den Finanzminister dadurch zurückgezahlt wird. Schließlich war denkbar, dass die Politik im Rahmen eines Kostendämpfungsgesetzes die Ausgaben der Krankenkassen reduziert, so dass bei gleichem Beitragssatz an den Fonds nur geringere Zuweisungen an die Krankenkassen aus dem Gesundheitsfonds vorgenommen werden brauchen und der Gesundheitsfonds darüber Finanzspielraum zur Rückzahlung des Darlehens erhält. Die routinegemäß von dem gesetzlich vorgesehenen Schätzerkreis beim Bundesamt für Soziale Sicherung am 30. April vorgenommenen Schätzungen sahen ein rezessionsbedingtes Einnahmendefizit von knapp 3 Mrd. € bereits im Jahr 2009 voraus, was eine Liquiditätshilfe/ein Darlehen des Bundes in dieser Höhe erforderlich machen werde. Im November 2010 beschloss der Bundestag die Erhöhung des Beitragssatzes um 0,6 Prozentpunkte auf 15,5 Prozent.
In den letzten Jahren ist die Liquiditätsreserve stark angestiegen. Zum 31. Dezember 2011 lag sie bei 9,5 Mrd. €. Im ersten Quartal 2014 belief sich die Reserve auf 11,2 Milliarden Euro. Da für die Liquiditätsreserve keine gesetzliche Obergrenze festgelegt wurde, kann der Gesundheitsfonds theoretisch Reserven in unbegrenzter Höhe bilden. Die fehlende Obergrenze wird als Gesetzeslücke angesehen. Daher wird von einigen Ökonomen eine ähnliche Regelung wie für die Nachhaltigkeitsrücklage der Gesetzlichen Rentenversicherung gefordert, wonach die Liquiditätsreserve nach oben hin begrenzt wird und Überschüsse automatisch für Beitragssenkungen verwendet werden sollen. Zum Jahreswechsel 2015/2016 lag die Liquiditätsreserve bei 10 Milliarden Euro.
Am 10. November 2016 verabschiedete der Bundestag das PsychVVG Gesetz, gemäß dem im Jahr 2017 der Liquiditätsreserve 1,5 Milliarden Euro für die Versorgung von Asylbewerbern und den Ausbau der Telematik entnommen wurden.
"Whatever it takes" – werde er den Kliniken zahlen, versprach Bundesgesundheitsminister Jens Spahn zu Beginn der COVID-19-Pandemie. Mit dem am 28. März 2020 beschlossenen Covid-19-Krankenhausentlastungspaket wurden mehrere Maßnahmen zur Unterstützung der Krankenhäuser in der Corona-Krise gebilligt, um die Gesundheitsversorgung der Bevölkerung sicherzustellen. So erhielten die Krankenhäuser einen finanziellen Ausgleich für verschobene planbare Operationen und Behandlungen aus der Liquiditätsreserve des Gesundheitsfonds. Das Gleiche galt für die Nichtbelegung von Betten in Vorsorge- und Rehabilitationseinrichtungen. Für jedes Intensivbett, das die Krankenhäuser zusätzlich schufen, gab es einen Zuschuss in Höhe von 50 000 Euro, ebenfalls finanziert aus der Liquiditätsreserve des Gesundheitsfonds.
Für diese Zahlungen aus der Liquiditätsreserve des Gesundheitsfonds sind bis heute bereits zusammen über 7 Milliarden Euro geflossen, davon 530 Millionen Euro für Intensivbetten. Aufgrund einer Recherche des ARD-Politikmagazins "Kontraste" wurde am 16. Juli 2020 bekannt, dass allerdings eine große Diskrepanz zwischen dem ausgezahlten Geld und den registrierten Intensivbetten besteht, wie das so genannte DIVI-Register zeigt. Unklar ist, wo rund 7.300 Betten verblieben sind. Die Intensivbetten müssten auf Grund der ausgezahlten Förderbeträge rein rechnerisch vorhanden sein, schrieb das Bundesgesundheitsministerium. Tatsächlich seien sie aber wohl derzeit nicht auffindbar. Insgesamt entspricht das einer nicht aufgeklärten Fördersumme von rund 360 Millionen Euro.

### Kritik
Der ehemalige Wirtschaftsweise Bert Rürup kritisierte, „dass der Faktor Arbeit im nächsten Jahr mit 5 Mrd. € belastet werden soll, um dann sukzessive im Jahre 2008 und 2009 4,5 Mrd. € zurückzugeben. Unter ökonomischen Aspekten ist das nicht sonderlich überzeugend“. (Lohnnebenkosten)
Umstritten sind die Auswirkungen des mit der Einführung des Fonds verbundenen Überganges zur Morbiditätsorientierung beim Risikostrukturausgleich. Nach dem Gesetz sollen 50 bis 80 schwerwiegende chronische Erkrankungen zu besonderen Zahlungen führen. Voraussetzung ist weiterhin, dass die Versicherten, die an diesen Erkrankungen leiden, mindestens 50 Prozent überdurchschnittliche Ausgaben haben. Es wird die These vertreten, durch die Fixierung eines morbiditätsorientierten Risikostrukturausgleiches würde der Wettbewerb zwischen den Krankenversicherern erlöschen. Damit träten monopolistisch agierende, vom Sozialgesetzbuch geschützte Nachfrager (Sachleistungsprinzip) qua Gesetz atomistisch orientierten Leistungserbringern gegenüber. Dies führe über Preis- und Qualitätsdumping automatisch zu Versorgungsverschlechterungen.
Allerdings wird auch die gegenteilige These vertreten, wonach erst eine hinreichend genaue Abbildung der Morbidität im Risikostrukturausgleich die Voraussetzungen dafür schaffe, dass die Krankenkassen sich im Wettbewerb um die Versorgung der Patienten bemühten und nicht in erster Linie darauf aus seien, gesunde Versicherte an sich zu ziehen, weil sie mit ihnen günstigere Beiträge bieten könnten.
Andreas Köhler, ehemaliger Vorsitzender der Kassenärztlichen Bundesvereinigung (KBV) bestätigte am 22. Januar 2009, dass einige Krankenversicherungen offenbar versuchten, Ärzte in ihrer Diagnosestellung zu beeinflussen, um über mehr chronisch Kranke höhere Ausgleichszahlungen aus dem Risikostrukturausgleich zu erhalten. Um die Manipulation bei der ärztlichen Dokumentation zu begrenzen, werden derzeit von der Kassenärztlichen Bundesvereinigung und den Krankenkassen Kodierrichtlinien ausgearbeitet.
Auch Heinz Grossekettler, der als Miterfinder des Gesundheitsfonds gilt, kritisierte 2006 die Umsetzung der Großen Koalition. Die ursprüngliche Intention sei deutlich eingeschränkt worden und vor allem die Begrenzung des Zusatzbeitrages sei problematisch.
Nach Berechnung der Krankenkassenverbände würden angeblich mindestens acht Kassen sofort wegen Insolvenz schließen müssen, da diese bei einem angenommenen Beitragssatz von 15,5 % nicht finanziell überleben können und auch nicht die Einnahmen durch die Zusatzbeiträge von ihren Versicherten (wegen der Beschränkung auf 1 Prozent des Einkommens) ausreichen würden.
Der Zusatzbeitrag ist nur von den Versicherten und nicht von den Arbeitgebern zu zahlen. Neben dem Sonderbeitrag (0,9 Prozent des Einkommens) wird der Zusatzbeitrag (bis 1 Prozent des Einkommens) additiv zu einer weiteren Aufweichung des Paritätsprinzips beitragen und könnte auch als 1,9-prozentige gesetzlich verordnete Einkommenskürzung für die Versicherten zu Gunsten der Arbeitgeber interpretiert werden.
Der Vorschlag des Wissenschaftlichen Beirats beim Bundesversicherungsamt zur Weiterentwicklung des Risikostrukturausgleichs ist kritisiert worden, weil er aufgrund der gewählten statistischen Methode stärker auf pro Patient sehr ausgabenintensive und seltener auf häufigere, aber pro Patient nicht so ausgabenintensive, Krankheiten fokussiert.
Da die Ärzte durch ihre Diagnosen direkten Einfluss auf die Mittel nehmen können, die die Krankenkassen aus dem Gesundheitsfonds erhalten, hat der Fonds die Verhandlungsposition der Ärzte gegenüber den Kassen gestärkt. So hat der bayerische Hausärzteverband mit der AOK eine deutliche Honorarsteigerung vereinbart.

## Gesundheitsfonds im internationalen Kontext
Der mit der Gesundheitsreform von 2007 in das deutsche System eingeführte Gesundheitsfonds ist international kein Einzelfall. In den Niederlanden, Belgien und Israel zum Beispiel, wo ebenfalls mehrere Krankenkassen miteinander konkurrieren, zahlen die Versicherten ihren einkommensabhängigen Beitrag nicht an die individuelle Krankenkasse, sondern an einen Gesundheitsfonds, der die Mittel nach dem Risiko der Versicherten an die Kassen verteilt. Demgegenüber zahlen die Versicherten in der Schweiz – wie bis Ende 2008 in Deutschland – ihre Beiträge an die jeweilige Krankenkasse. Aber auch dort gibt es einen Risikostrukturausgleich, der dafür sorgt, dass die Mittel den jeweiligen Krankenkassen unter Berücksichtigung der Risikostrukturen ihrer Versicherten zugewiesen werden.